# Neurotic Records
Neurotic Records ist ein unabhängiges Extreme-Metal-Label, mit dem Hauptfokus auf Death Metal.

## Hintergrund
Das Label wurde gegen Ende des Jahres 2003 in Tilburg (Niederlande) von Ruud Lemmen gegründet. Dieser war vorher für die europäische Verwaltung des US-amerikanischen Labels Unique Leader Records aktiv.
In den Folgejahren stieg das Label immer weiter auf, vor allem durch Verträge mit hochrangigen Künstlern, insbesondere die, die vorher bei dem angesehenen Unique Leader Label unter Vertrag standen.
Neurotic Records hat auch viel mit dem jährlich stattfindenden Death-Metal-Festival Neurotic Deathfest zu tun, ein stark wachsendes Festival, das vorher unter dem Namen Rotterdam Deathfest bekannt war. Der Name wurde geändert, um besser auf das Team dahinter zu deuten, das für die Organisation zuständig war und dafür sorgte, dass das Festival nicht an einem Ort fixiert war, sondern jährlich an einem anderen Ort stattfand.
Mitte des Jahres 2007 unterschrieb das Label eine Partnerschaft mit dem US-amerikanischen Label Willowtip Records, um auch dort Alben und Merchandising absetzen zu können, wo es Neurotic Records vorher nicht möglich war. Artikel des Labels waren nun in Nord-Amerika, Kanada und Mexiko, aber auch größtenteils in Europa, Australien, Neuseeland und vielen weiteren Ländern zu erhalten.

## Liste der Bands

### Aktuelle Bands (2011)
- Arsebreed
- Disavowed
- Corpus Mortale
- Kronos
- Panzerchrist
- Prostitute Disfigurement
- Ruins
- Visceral Bleeding

### Ehemalige Bands
- Fleshgod Apocalypse (jetzt bei Willowtip Records)
- Psycroptic (jetzt bei Nuclear Blast)
- Sauron (jetzt bei Folter Records)
- Sickening Horror (jetzt bei Soulflesh Collector Records)
- Spawn of Possession (momentan ohne Label)
- Ulcerate (jetzt bei Willowtip Records)

## Wichtige Veröffentlichungen
- Corpus Mortale - With Lewd Demeanor [2003]
- Visceral Bleeding - Transcend Into Ferocity [2004]
- Sauron - For a Dead Race [2004]
- Visceral Bleeding - Remnants Revived [2005]
- Prostitute Disfigurement - Left in Grisly Fashion [2005]
- Ruins - Spun Forth as Dark Nets [2005]
- Arsebreed - Munching the Rotten [2005]
- Psycroptic - Symbols of Failure [2006]
- Spawn Of Possession - Noctambulant [2006]
- Panzerchrist - Battalion Beast [2006]
- Ulcerate - Of Fracture and Failure [2006]
- Visceral Bleeding - Absorbing the Disarray [2007]
- Disavowed - Stagnated Existence [2007]
- Sickening Horror - When Landscapes Bled Backwards [2007]
- Corpus Mortale - A New Species of Deviant [2007]
- Prostitute Disfigurement - Descendants of Depravity [2008]